# 이익흥
이익흥(李益興, 1905년 3월 10일 ~ 1993년 11월 27일, 평북 선천)은 일본 규슈 대학 법과 졸업하였다. 제1공화국에서 경기도지사, 민의원, 내무부장관으로 활동하였다. 본관은 단양이다.

## 학력
- 평양고등보통학교 (평2중) 졸업
- 일본 규슈 제국대학 법학과 학사 졸업(1928년)
- 대한민국 국방대학교 행정학사 졸업(1959년)

## 경력
- 박천군 경찰서장
- 동대문 경찰서장
- 수도경찰청 부청장
- 제1관구 경찰청장
- 제7관구 경찰청장
- 1949년 제1사단 헌병대장
- 1950년 서울헌병대장, 대령, 서울시경찰국장
- 1951년 내무부 치안국장
- 1952년 서울시 부시장
- 1953년 경기도지사
- 4대 민의원
- 내무부장관[1]

## 생애
평북 선천에서 태어났다. 일본 규슈 대학 법과를 졸업하였다. 대한민국 정부 수립이후에는 치안국장, 경기도 지사등을 거쳐 내무부 장관 직에 임명된다. 내무부 장관 시절 실정을 책임지고 퇴임하였다. 4대 민의원에 당선되었다. 정계 은퇴후 실향민 단체에서 활동하였다. 1993년 사망했다.

## 일화
제1공화국 말기에 국회에서 민주당 유옥우 의원이 대정부 질문을 하면서 이익흥 내무장관은 이승만 대통령이 방귀를 뀌면 옆에서 “각하 시원하시겠습니다”라고 할 사람이라고 했는데 이 말이 마치 이익흥 내무장관이 실제 그런 말을 한 것처럼 알려졌다.
동경대 대학원 재학 도중 부친상을 치르기 위해 귀국하였다. 당시 사정으로 학업을 중단하였다.

## 역대 선거 결과
| 실시년도 | 선거   | 대수 | 직책     | 선거구      | 정당   | 득표수   | 득표율          | 순위 | 당락 | 비고 |
| -------- | ------ | ---- | -------- | ----------- | ------ | -------- | --------------- | ---- | ---- | ---- |
| 1958년   | 총선   | 4대  | 국회의원 | 경기 연천군 | 자유당 | 23,870표 | \| \| 60.28% \| | 1위  |      | 초선 |
|          | 60.28% |      |          |             |        |          |                 |      |      |      |

## 이익흥을 연기한 배우들
- 서학 - 2003년 《야인시대》 SBS 드라마